# الحديقة الوطنية للقهوة
الحديقة الوطنية للقهوة إنه منتزه ترفيهي يقع في كولومبيا في قرية بويبلو تاباو، في بلدية الجبل الأسود في إدارة كوينديو ، كولومبيا. يحتوي على اثنين من التلفريكات والعروض وحديقة العالم للبن وثلاثة الوقايات الدوارة وأكشاك الطعام القائمة على البن والعمارة الشعبية الكولومبية وغيرها، والتي يبلغ مجموعها 40 معالم الجذب مقسمة إلى: الميكانيكية، المائية والموضوعية.

## التاريخ
تم تأسيس الحديقة الوطنية للقهوة في 24 فبراير 1995 من قبل الاتحاد الوطني لمزارعي القهوة في كولومبيا واللجنة الإدارية لمزارعي القهوة في كوينديو؛. وهي تنتمي إلى مؤسسة مؤسسة حديقة ثقافة القهوة وهي منظمة غير ربحية تهدف إلى الحفاظ على التراث الثقافي والتاريخي للقهوة في كولومبيا، وتشجيع الأنشطة الثقافية والترفيهية والبيئية وتعزيز السياحة البيئية في المنطقة.
يزوره 920.000 سائح كل عام. تقع على بعد اثني عشر كيلومتراً من أرمينيا (كولومبيا) وثلاثة من بلدية الجبل الأسود، على الطريق المؤدي إلى بويبلو تاباو. تنقسم الحديقة إلى مساحات بيئية وترفيهية.
عند المدخل، توجد وجهة نظر بارتفاع 22 مترًا ترحب بكم في هذه الحديقة الترفيهية، حيث يمكنك رؤية المتنزه وقسم إدارة كوينديو.

## جاذبية
هناك عوامل الجذب لجميع الأعمار، مثل الصغيرة والكبيرة هي بروكا، واحدة من أكبر الوقايات الدوارة في أمريكا اللاتينية بطول 1050 متر ؛ للصغار هناك منطقة الجذب الميكانيكية، بحيرة الخرافات المخصصة للكاتب رافائيل بومبو، مع أكثر الخرافات المعترف بها. في الجزء الثاني من الحديقة، يمكنك العثور على التلفريك و 25 من المعالم السياحية الجديدة المرتبطة بالمرح والعمارة وفن الطهو والتاريخ والماضي الثقافي للقهوة، في هذا المكان السحري يمكنك مشاهدة النسخة المتماثلة لعام 1928 من بوليفار ميدان أرمينيا أو واجهات المنازل الكيندية الخمسة عشر التي تم إنقاذ التراث المعماري لاستعمار أنتيوكيا.

## رواق

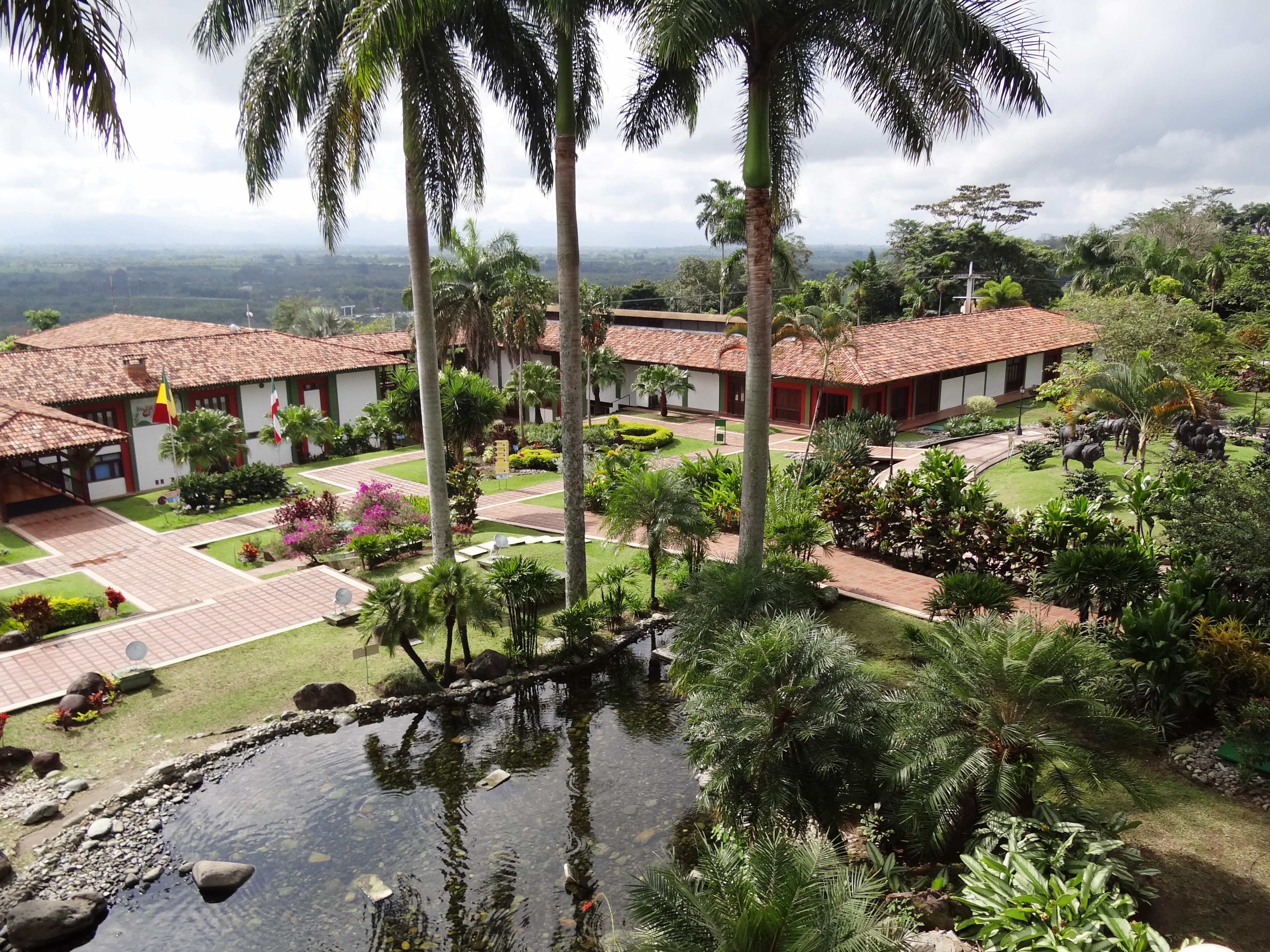
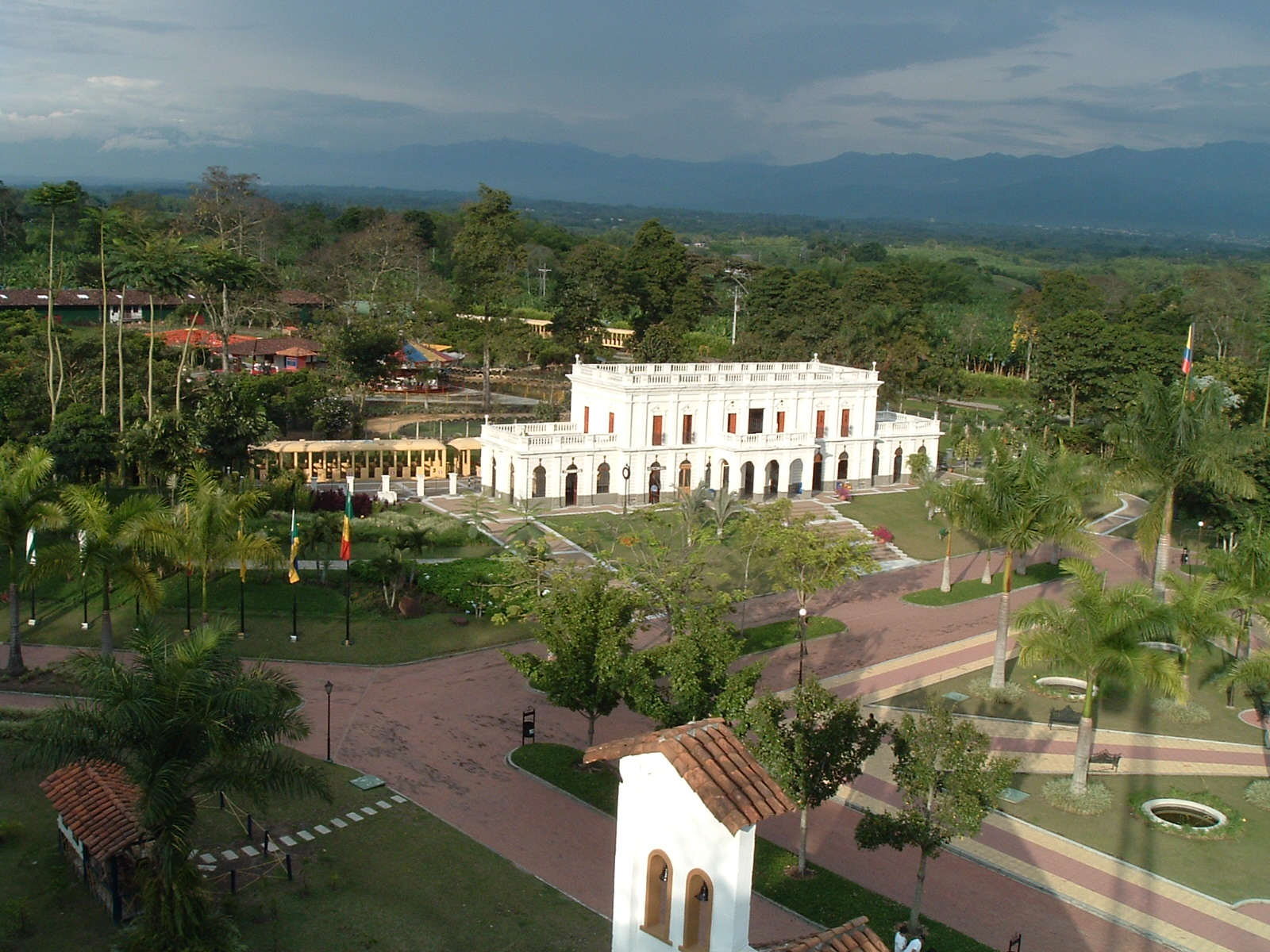
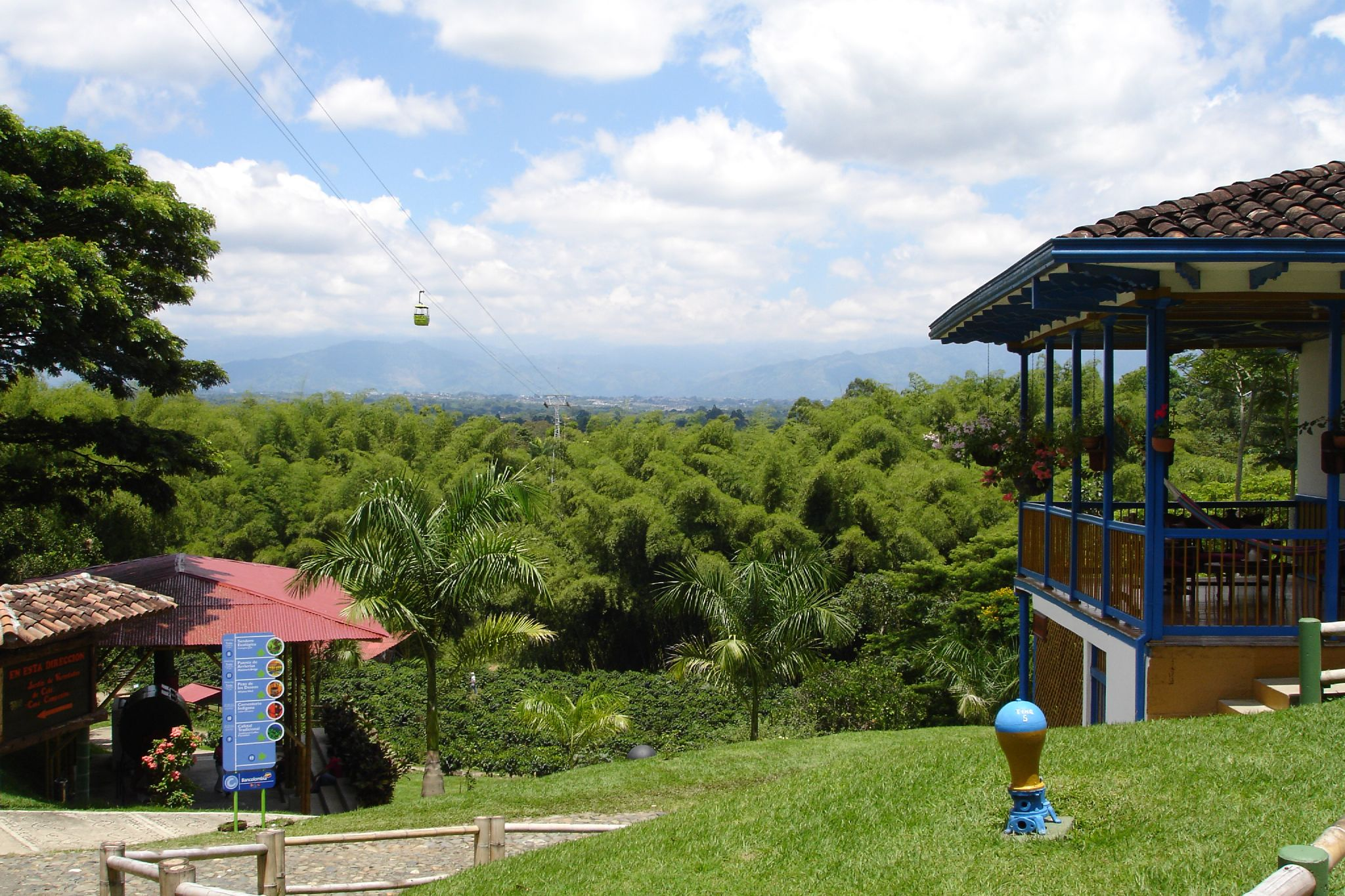
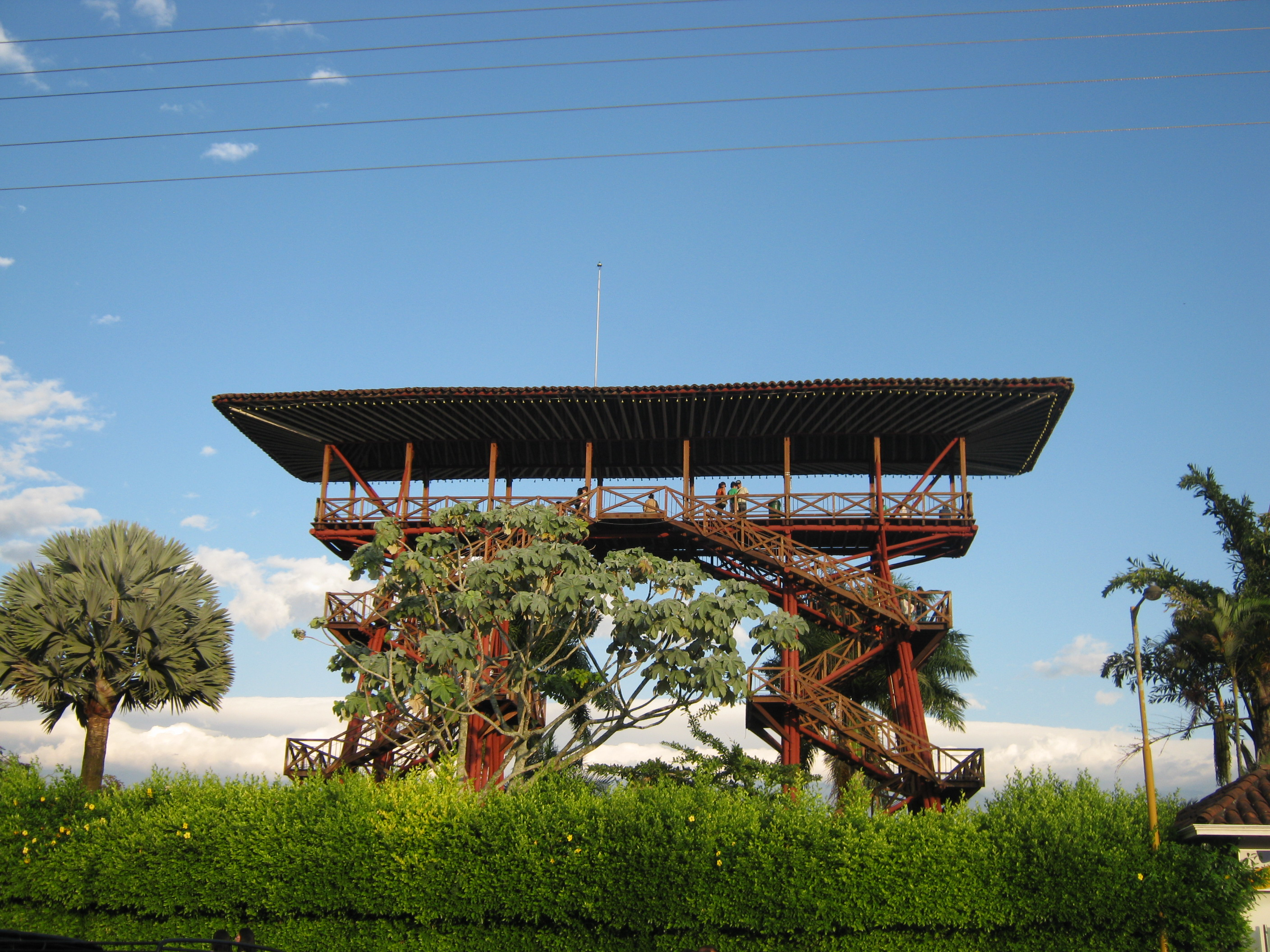